# سوت‌زن کدر
سوت‌زن کدر یا سوت‌زن تیره (نام علمی: Pachycephala griseonota) گونه‌ای از پرندگان تیرهٔ سوت‌زنان (Pachycephalidae) است که در جزایر ملوک یافت می‌شود. زیستگاه طبیعی آن جنگل‌های جلگه‌ای نمناک نیمه‌گرمسیری یا گرمسیری است.